# Вальдивия, Хавьер
Хавьер Вальдивия Уэрта (исп. Javier Valdivia Huerta; род. 4 декабря 1941, Гвадалахара) — мексиканский футболист, участник ЧМ-1970.

## Биография

### Клубная карьера
Вальдивия на протяжении 11 сезонов играл за клуб «Гвадалахара», с которым были выиграны многочисленные трофеи, среди которых 6 чемпионатов и 2 Кубка Мексики, а также Кубок чемпионов КОНКАКАФ 1962 года.
Затем Вальдивия перешёл в «Халиско», в составе которого отыграл один сезон, по окончании которого завершил карьеру.

### Карьера в сборной
В составе сборной Мексики Вальдивия играл на ЧМ-1970, где в матче со сборной Сальвадора оформил дубль; мексиканцы выиграли матч со счётом 4:0. Всего за сборную Мексики сыграл 24 матча, в которых забил 5 голов.

## Достижения
«Гвадалахара»
- Чемпион Мексики (6): 1959/60, 1960/61, 1961/62, 1963/64, 1964/65, 1969/70
- Обладатель Кубка Мексики (2): 1963, 1970
- Обладатель Чемпион чемпионов Мексики (5): 1960, 1961, 1964, 1965, 1970
- Обладатель Кубка чемпионов КОНКАКАФ (1): 1962